# Zarządzanie komunikacją
Zarządzanie komunikacją (ang. Communications Management) – jeden z obszarów wiedzy według standardu PMBOK.
Zarządzanie komunikacją ma na celu:
- zaspokojenie potrzeb informacyjnych projektu oraz wszystkich jego interesariuszy,
- zapewnienie skutecznej wymiany informacji.

Zarządzanie komunikacją jest jednym z ważniejszych obszarów w zarządzaniu projektami – problemy dotyczące komunikacji są najczęściej spotykanymi, a kierownicy projektu spędzają ok. 90% czasu komunikując się.

## Procesy zarządzania komunikacją według PMBOK[1][2]
Planowanie zarządzania komunikacją (ang. Plan Communications Management) – proces polegający na określeniu potrzeb komunikacyjnych interesariuszy projektu. Poprawne rozpoznanie potrzeb komunikacyjnych ma wpływ na potencjalny sukces projektu. Proces jest realizowany przez kierownika projektu, który przygotowuje Plan Komunikacji.
Zarządzanie komunikacją (ang. Manage Communications) – proces polegający na realizacji komunikacji zgodnie z Planem Komunikacji.
Kontrolowanie komunikacji (ang. Control Communications) – proces polegający na obserwacji oraz ocenie komunikacji interesariuszy projektu. Proces jest realizowany przez Kierownika Projektu, który w razie konieczności dostosowuje sposób komunikacji do obecnych wymogów projektu.

## Plan Komunikacji
Plan Komunikacji, przygotowywany przez Kierownika Projektu w fazie Planowania, powinien brać pod uwagę:
- strukturę, procesy, procedury oraz dokumentację w danej organizacji,
- analizę interesariuszy
- wymagania projektowe
- Plan Zarządzania Projektem (ang. Project Management Plan)

Plan Komunikacji powinien zawierać odpowiedzi na pytania:
- Co chcemy zakomunikować?
- Dlaczego chcemy przekazać daną informację?
- Od kogo wychodzi informacja?
- Do kogo powinna trafiać informacja?
- Jaka metoda komunikacji będzie najlepsza?
- Kto odpowiada za inicjację komunikacji?
- Kiedy lub jak często powinna odbywać się komunikacja?

Plan Komunikacji jest najczęściej przedstawiany w formie tabeli, prezentującej odpowiedzi na powyższe pytania.

## Typy komunikacji[3]
Można wyróżnić 4 typy komunikacji:
- komunikacja formalna, pisana (ang. formal written) – używana w przypadku złożonych problemów oraz formalnych dokumentów takich,  jak np. plan zarządzania projektem,
- komunikacja nieformalna, pisana (ang. informal written) – wiadomości e-mail, SMS-y, luźne notatki, wiadomości z komunikatorów (z ang. instant messages),
- komunikacja formalna, werbalna (ang. formal verbal) – prezentacje, przemowy,
- komunikacja nieformalna, werbalna (ang. informal verbal) – spotkania, rozmowy.

## Metody komunikacji[3]
Wyróżniamy 3 metody komunikacji:
- interaktywna – jedna osoba podaje informację, informacja dociera do jednego lub większej ilości odbiorców po czym następuje odpowiedź do nadawcy informacji; przykładem takiej komunikacji są rozmowy, spotkania, telekonferencje;
- „push” – polega na jednokierunkowym przepływie informacji, nadawca przekazuje informację nie oczekując odpowiedzi, przykładem takiej komunikacji są raporty, blogi, automatycznie wysyłane wiadomości e-mail;
- „pull” – metoda, w której informacje umieszczane są w znanej lokalizacji; odbiorca musi sam wydobyć informację; przykładem takiej komunikacji są serwery, służące do współdzielenia informacji oraz firmowy intranet.

## Kanały komunikacji[3]
Kanał komunikacji, to połączenie między nadawcą i odbiorcą informacji. Liczba kanałów komunikacji jest zależna od ilości osób biorących w niej udział.
Liczbę kanałów komunikacji można określić korzystając ze wzoru:
N(N-1)/2, gdzie N = liczba osób biorących udział w komunikacji